# Список умерших в 1210 году

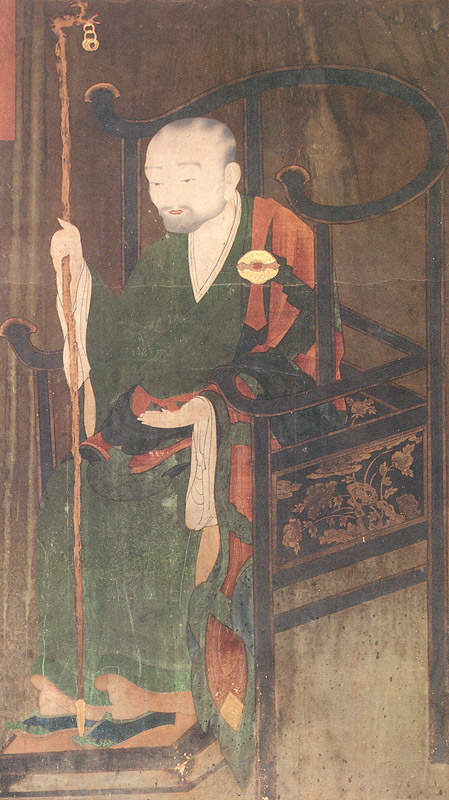
Чинуль

В этой статье представлен список известных людей, умерших в 1210 году.
См. также: Категория:Умершие в 1210 году

## Январь
- 26 января — Лу Ю (84) — китайский государственный деятель, известный поэт времён династии Сун.

## Апрель
- 30 апреля — Угуций Пизанский, итальянский филолог, лексикограф, правовед и богослов; епископ Феррары (с 1190).

## Май
- 6 мая — Конрад II — маркграф лужицкий (1190—1210), последний смостоятельный правитель Лужицкой марки
- 30 мая — Роффредо делл'Изола — кардинал-священник Санти-Марчеллино-э-Пьетро (1191—1210)

## Июль
- 12 июля — Сверкер II Младший Карлссон — король Швеции (1196—1208), погиб в сражении.
- 17 июля — Фольке Биргерссон — ярл при шведском короле Сверкере II (1208—1210), дал имя роду Фолькунгов.

## Октябрь
- 16 октября — Матильда Булонская — первая графиня консорт Брабанта (1183—1210), жена Генриха I
- 20 октября — Людмила[англ.] — княгиня-консорт Польши (1210), жена Мешко I Плясоногого.
- 25 октября — Абу-ль-Касим аль-Фараби, арабоязычный мыслитель, учёный и писатель из Средней Азии.

## Ноябрь
- 30 ноября — Флоренс Голландский[англ.] — канцлер Шотландии (1202—1210), епископ Глазго (1202—1207)

## Декабрь
- 14 декабря — Соффредо Эррико Гаэтани — кардинал-дьякон Санта-Мария-ин-Виа-Лата (1182—1193), кардинал-священник Санта-Прасседе (1193—1210)

## Дата неизвестна или требует уточнения
- Адам Локкумский — святой римско-католической церкви[1].
- Аарон бен Мешуллан бен Яков Лунельский[англ.] — еврейский учёный-теолог
- Аль-Аухад Айюбид — айюбидский эмир Диярбакыра (1200—1210)
- Ангус — Король Островов и Король Гарморана (1164—1210), убит.
- Гартман фон Ауэ, немецкий поэт и музыкант, миннезингер.
- Бодель, Жан — французский поэт, один из первых представителей северофранцузской городской поэзии.
- Уильям де Браоз, английский аристократ, лорд Брекнок.
- Гёза[англ.] — венгерский принц, участник третьего крестового похода.
- Гервасий Кентерберийский, английский хронист, монах-бенедиктинец.
- Гийом Толомеус[фр.] — епископ Авранша (1200—1210)
- Кутбуд-дин Айбак — первый султан Делийского султаната (1206—1210), трагически погиб, играя в поло.
- Леонин, полулегендарный французский композитор.
- Ли Као Тонг[англ.] — император Вьетнама из династии Ли (1176—1210)
- Матильда де Браоз — жена Уильяма де Браоза, 4-й лорда Брамбера, героиня многих валлийских мифов и легенд, умерла от голода в заточении у Иоанна Безземельного.
- Монах Монтаудонский, трубадур, приор Монтаудонской обители.
- Мухаммад II Аламутский, исмаилитский-низаритский имам.
- Нур ад-Дин Арслан-шах I ибн Масуд[фр.] — зангидский эмир Мосула (1192—1210).
- Нусрат ад-Дин Абу Бакр ибн Мухаммад, правитель Государства Ильдегизидов.
- Фахруддин ар-Рази, толкователь Корана, правовед шафиитского мазхаба, шестой муджаддид.
- Раймунд де Терм, сеньор замка Терм.
- Уильям Фиц-Алан II — английский рыцарь нормандского происхождения, лорд Клан и Освестри, шериф Шропшира.
- Чинуль — корейский буддистский монах, представитель сон-буддизма, создавший реформаторское движение в Корее.